# Manulea glandulosa
Manulea glandulosa är en flenörtsväxtart som beskrevs av Philips. Manulea glandulosa ingår i släktet Manulea och familjen flenörtsväxter. Inga underarter finns listade i Catalogue of Life.